# 中山町 (弥富市)
中山町（なかやまちょう）は、愛知県弥富市の地名。

## 地理
弥富市旧弥富町北西部に位置する。東は森津、西は三重県桑名市長島町、南は川原欠、北は前ケ須町・平島に接する。

## 歴史

### 人口の変遷
国勢調査による人口および世帯数の推移。
| 1995年（平成7年）  | 91世帯 364人  |  |
| 2000年（平成12年） | 94世帯 356人  |  |
| 2005年（平成17年） | 98世帯 343人  |  |
| 2010年（平成22年） | 104世帯 342人 |  |
| 2015年（平成27年） | 107世帯 309人 |  |

### 沿革
- 元禄年間 - 開発[2]。
- 1878年（明治11年） - 中河原新田を吸収[2]。
- 1889年（明治22年） - 弥富村大字中山新田となる[2]。
- 1903年（明治36年） - 弥富町大字中山新田となる[2]。
- 1906年（明治39年） - 鍋田村大字中山新田となる[2]。
- 1937年（昭和12年） - 鍋田村大字中山となる[2]。
- 1955年（昭和30年） - 弥富町大字中山となる[2]。
- 1971年（昭和46年） - 一部が大藤に編入[2]。
- 2006年（平成18年）4月1日 -  弥富市中山町となる[WEB 10]。

## 施設
- 津島社[1]

### WEB
1. ↑  “愛知県弥富市の町丁・字一覧”.   人口統計ラボ. 2022年12月12日閲覧。
2. ↑  総務省統計局 (2017年1月27日). “平成27年国勢調査の調査結果(e-Stat) - 男女別人口及び世帯数 －町丁・字等” (CSV). 2021年7月21日閲覧。
3. ↑  “愛知県弥富市の郵便番号一覧”.   日本郵便. 2022年12月12日閲覧。
4. ↑  “市外局番の一覧” (PDF).   総務省 (2022年3月1日). 2022年3月22日閲覧。
5. ↑  総務省統計局 (2014年3月28日). “平成7年国勢調査の調査結果(e-Stat) - 男女別人口及び世帯数 －町丁・字等” (CSV). 2021年7月20日閲覧。
6. ↑  総務省統計局 (2014年5月30日). “平成12年国勢調査の調査結果(e-Stat) - 男女別人口及び世帯数 －町丁・字等” (CSV). 2021年7月20日閲覧。
7. ↑  総務省統計局 (2014年6月27日). “平成17年国勢調査の調査結果(e-Stat) - 男女別人口及び世帯数 －町丁・字等” (CSV). 2021年7月21日閲覧。
8. ↑  総務省統計局 (2012年1月20日). “平成22年国勢調査の調査結果(e-Stat) - 男女別人口及び世帯数 －町丁・字等” (CSV). 2021年7月21日閲覧。
9. ↑  総務省統計局 (2017年1月27日). “平成27年国勢調査の調査結果(e-Stat) - 男女別人口及び世帯数 －町丁・字等” (CSV). 2021年7月21日閲覧。
10. ↑  弥富市役所 総務部 総務課 行政グループ (2015年2月19日). “弥富市住所一覧  旧弥富町” (pdf).   弥富市. 2023年4月10日閲覧。[リンク切れ]

### 書籍
1. 1 2 3  「角川日本地名大辞典」編纂委員会 1989, p. 1900.
2. 1 2 3 4 5 6 7 8  「角川日本地名大辞典」編纂委員会 1989, p. 961.